# Courcelles-sur-Seine
Courcelles-sur-Seine es una localidad y comuna francesa situada en la región de Alta Normandía, departamento de Eure, en el distrito de Les Andelys y canton de Les Andelys.

## Demografía
| 676 | 947 | 1098 | 1241 | 1569 | 1503 |
| Para los censos de 1962 a 1999 la población legal corresponde a la población sin duplicidades (Fuente: INSEE [Consultar]) |     |      |      |      |      |